# Lampranthus argillosus
Lampranthus argillosus är en isörtsväxtart som beskrevs av L. Bol. Lampranthus argillosus ingår i släktet Lampranthus och familjen isörtsväxter. Inga underarter finns listade i Catalogue of Life.